# Страна и красавица
«Страна и красавица» (кит. трад. 江山美人, палл. Цзяншань мэйжэнь, англ. The Kingdom and the Beauty) — гонконгский фильм, музыкальная драма реж. Ли Ханьсяна в стиле хуанмэй, снятая на студии Shaw Brothers с Чжао Лэем и Линдой Линь Дай в главных ролях и выпущенная в прокат 29 июня 1959 года.

## Сюжет
Скучающий император Тайчан выбирается из дворца в одежде простолюдина, чтобы проверить, так ли хороши девушки в южном селении Цзяннань, как описывал его наставник и старший советник. Обменявшись на весеннем празднике улыбками с местной красавицей Ли Фэн, он влюбляется в неё и стремится её найти. После некоторых поисков он отыскивает ещё в корчме, где она разносит вино под зорким оком сурового старшего брата и друга Та Ню, которые не сликом рады его ухаживаниям.
В конечном итоге Тайчан добивается благосклонности девушки и близости с ней - но уже на следующее утро его мать и свита наконец находят "блудного монарха" и возвращают его на своё место, не позволяя ему одновременно претендовать  на страну и красавицу. Он обещает вернуться за девушкой, но среди дворцовых развлечений забывает о ней.
Проходит три года. Император весело проводит время, девушке же, ставшей матерью-одиночкой и парией селения, не до смеха. Не в силах побороть свою любовь, несмотря на социальное неравенство, она заболевает от тоски. Верный друг Та Ню добирается до Запретного Города и ухитряется убедить монарха послать за возлюбленной, однако встретив наконец карету во дворце и отодвинув занавесь, император обнаруживает Ли Фэн уже бездыханной.

## В ролях
- Чжао Лэй[англ.] — Император Тайчан
- Линь Дай — Ли Фэн
- Тан Жоцин — мать императора (вдовствующая императрица)
- Кинг Ху — Та Ню
- Ян Чжицин — старший брат Ли Фэн
- Хун Мэй — невестка Ли Фэн
- Ма Лам — Чжоу Юн
- Ван Юаньлун — Лян Чжу
- Хун Бо — Лю Чинь
- Хао Лицзень — посетитель корчмы
- Чхоу Сиулой, Чинь Чунь, Куань Янь, Кам Тхиньчхю — императорские гвардейцы
- Муй Юэтва, Маргарет Ту Чуань — деревенские девушки
- Ло Хуэйчжу, Дэвид Цзян, Пол Чхён Пуй — дети

## Номинации, награды и прочее признание фильма
Фильм стал первой постановкой студии Shaw Brothers в музыкально-драматическом стиле хуанмэй, открывшей на ней период этого жанра, продлившийся до «Трёх улыбок» 1969 года и популяризовавший его в мире вне китайского региона.
В 1959 году «Стране и красавице» был присуждён титул и приз лучшего фильма 6-го Азиатско-тихоокеанского кинофестиваля, а по некоторым источникам — ещё 11 призов этого фестиваля, включая один из призов за лучшую женскую роль исполнительницы главной роли Линь Дай, а также призы за лучшую режиссуру, женскую роль второго плана, мужские роли первого и второго плана, лучший сценарий, музыку к фильму, монтаж, лучшую работу оператора в цветном кино, звукооператора и художника-постановщика.
В том же году фильм был удостоен Гран-при кинофестиваля в Куала-Лумпуре.
В 1960 году картина была выбрана в качестве кандидата от Сингапура на премию «Оскар» за лучший фильм на иностранном языке, однако не вошла в шорт-лист номинации.
По данным кинокомпании братьев Шао, фильм собрал рекордную на то время кассу по всей Азии и стал первым фильмом студии, активно замеченным и на западном кинорынке. После первичного проката в восточной Азии, фильм совершил целый мировой прокатный тур, начавшийся в октябре 1961 года прокатом во всех крупных городах Индии, включая Калькутту, Мадрас и Бомбей. С ноября того же года фильм прокатывался в Японии, разрекламированный специальной поездкой туда Линь Дай. К августу 1963 года фильм доехал до Австралии, став первым китайским фильмом в австралийском прокате.
Помимо этого, фильм был включён, по крайней мере, в два списка избранных кинофильмов:
- Список «100 лучших китайских кинолент» по версии оргкомитета Гонконгской кинопремии (на 47-й позиции)[8].
- Список «100 величайших фильмов Гонконга» по версии кинообозревателя «Time Out Hong Kong» Эдмунда Ли (на 40-й позиции)[9].